# Pomßen
Pomßen es un pueblo a unos 20 kilómetros de Leipzig, Alemania. Desde 1994, es parte del municipio de Parthenstein.

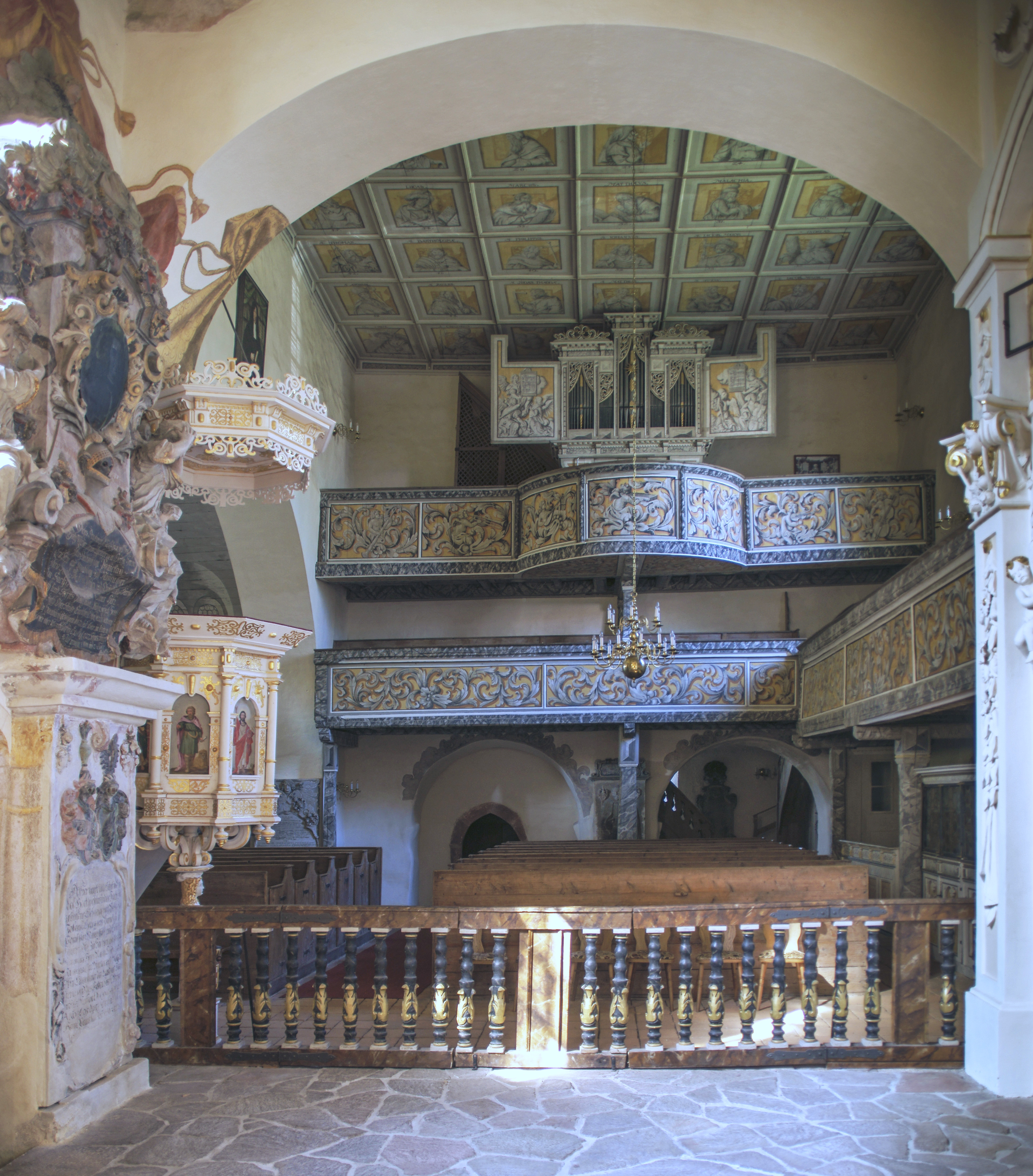
Interior de la iglesia de Pomßen

Hay una iglesia fortificada de interés arquitectónico e histórico, la cual cuenta con un órgano construido por Gottfried Richter (1643-1717). La iglesia también es de interés para los historiadores de la música por su asociación con Johann Sebastian Bach. Su cantata Ich lasse dich nicht, du segnest mich denn, BWV 157 se interpretó por primera vez allí en 1727.
En este pueblo nació Gerhard Kretschmar, una víctima del programa de Hitler para exterminar niños. Kretschmar nació ciego, con una pierna y un brazo. Fue asesinado a la edad de solo 5 meses por orden directa de Hitler. Fue enterrado en el cementerio luterano cercano. 